# 陳椒華
陳椒華（1959年10月29日—），新北市人，中華民國無黨籍政治人物、環保運動人士，現為台灣水資源保育聯盟理事長、監督施政聯盟召集人。曾任時代力量黨主席、第十屆時代力量不分區立法委員、嘉南藥理大學食品科技系副教授、台灣環境保護聯盟會長。投入環保運動20多年，因抗爭東山垃圾掩埋場後與環團共同成立台灣水資源保育聯盟。長年關心如電磁輻射受害者、六輕石化污染、馬頭山掩埋場等議題。

## 生平簡介

### 環保運動
受反核大佬林義雄影響，由反核走到環保教育，早年擔任台南市環境保護聯盟會長時，為推廣當時李登輝政府仍不重視的廚餘回收，自己開車挨家挨戶收廚餘；經過反核四後，陳椒華發現，只疼自己的孩子是不夠的，應為下一代創造好的生活環境。1996年陳椒華將台南市環境保護聯盟復會，並向行政院勞工委員會提出廚餘回收、生態解說等企畫案。
曾在「反永揚垃圾掩埋場」期間座車輪胎被割破、被兩名黑衣人持棍棒毆打。歷經10年抗爭，永揚垃圾場環評結論撤銷。
2004年，擔任台灣環境保護聯盟會長，是該會首位女性會長。
於2015年環境NGO會議中指出《環評法》的五大缺失，未能有效保障民眾健康權益，曾批判六輕、中科、南科等工業區的環評健康風險評估有諸多疏漏。
2011年3月21日，晚間7:10於座車內遭兩名黑衣男子持木棍毆打成傷，之後環保團體聯合記者會共同譴責暴力。台南環盟懷疑這起事件，與陳椒華長期反對東山永揚掩埋場的汙染事件並參與南台灣水資源保育與電磁波公害有關。
2016年8月12日，陳椒華指控交通部委託國立成功大學教授李振誥主持之台南鐵路地下化地下水評估報告涉嫌偽造文書低估南鐵地下化後的地下水影響。
2017年4月15日，獲第14屆全國NGOs環境會議頒發「台灣環境保護終身成就獎」

### 遭國台辦列入台獨頑固分子名單
2022年8月16日，新华社發布新一批台獨頑固分子清單，內容新增陳椒華，禁止本人與其家屬進入中國大陸和香港、澳門，限制其關聯機構與大陸有關組織、個人進行合作等。時代力量對此回應：「狂賀！本黨主席榮獲殊榮。」

## 政治生涯

### 立委
2019年11月12日，陳椒華名列時代力量不分區立法委員名單第一名。
2020年1月11日，時代力量取得三席不分區立委席次，陳椒華因而當選第十屆全國不分區及僑居國外國民選區立法委員。
2020年11月10日，陳椒華當選時代力量第6任黨主席，並於11月17日宣誓就任，並引用前主席黃國昌的談話自我勉勵。
2023年2月23日，立法院交通委員會召集委員選舉，陳椒華投票給中國國民黨立法委員陳雪生，使陳雪生在第一輪投票即當選召委。對此，時力黨團表示，僅為投票策略，並非合作。

### 請辭主席後在會議受到慰留
2022年地方選舉結束後，因為時代力量在縣市首長與議員選舉失利，立委王婉諭與邱顯智以及決策委員廖子齊、李兆立、陳孟秀、曾威凱發布聯合聲明並召開記者會宣布辭任時代力量決策委員，並呼籲黨內應全面改選重組，整備2024總統大選。11月27日，陳椒華宣布將向時代力量決策委員會議請辭主席後在會議上接受慰留。

### 退出時代力量
2025年5月10日，宣布放棄時代力量終身黨員，並退出時代力量。對此，時代力量中央黨部秘書處回應：尊重陳椒華前委員的個人選擇。

## 政策與主張

### 主張電磁波致癌
主張電磁波致癌，成立台灣電磁輻射公害防治協會，並投入相關行動，例如：在2007年請義工測量高鐵車廂電磁波，並建議設置「無電磁波車廂」。在2020年指控基地台是台東縣海端鄉霧鹿部落300人中有54人罹癌的主因，並要求拆遷。
2008年出版《漫長苦行：對抗電磁輻射公害之路》。

### 《兒童及少年福利與權益保障法》、《幼兒教育及照顧法》修正案
2020年3月31日，時代力量黨團3位立委王婉諭、邱顯智及陳椒華召開記者會提出《兒童及少年福利與權益保障法》、《幼兒教育及照顧法》修正案。

### 反臺南鐵路地下化東移案
2020年10月13日，鐵道局突襲強拆反臺南鐵路地下化東移拆遷戶黃家和陳家引發對峙與流血衝突，陳椒華譴責鐵道局未經溝通致人民權益受損。。
2020年10月18日，找鐵道局與交通部官員現勘工地，了解反臺南鐵路地下化東移拆遷戶黃家現況，雙方達成緩拆至2020年10月27日並召開協調會的共識。

### 高鐵延伸宜蘭案
2021年9月，陳椒華與民進黨立委陳歐珀、許智傑、陳亭妃，及民眾黨立委邱臣遠於立法院召開記者會，要求交通部尊重專業評估和宜蘭多數民意，將高鐵宜蘭站計畫站點從台鐵四城站改設在台鐵宜蘭站。

## 爭議

### 提案用「台灣當局」爭議
陳椒華在2020年5月25日準備提案編列預算幫助香港人，提案中使用中華人民共和國政府的用語「台灣執政黨當局」一詞引發爭議，其後陳椒華為此道歉。

### 質疑ACIP委員審查疫苗的專業能力
2021年7月25日，中央流行疫情指揮中心公布Covid-19疫苗開放「AZ+mRNA」混打，陳椒華質疑通過此共識的衛福部傳染病防治諮詢會預防接種組（ACIP）的委員，是否具有「懂混打」及「免疫橋接」，並直接將各委員的專業領域一一點出，其中包含十一名小兒科醫師、兩名感染科醫師等。此話一出，引起網友討論，尤其陳椒華所指委員多數為主任級、教授級的小兒科感染科專業，「病毒學和疫苗本來就是兒童感染科的強項」。前立委林靜儀醫師對此反問：「立法委員攻擊ACIP這幾位專家，這勇氣是誰給妳的？」醫師李滿堂也表示，「每位小兒科醫師要為六歲以下兒童接種十種疫苗，包括十五種傳染病，每年要接受十次以上的各種疫苗研討會最新資訊」。醫師吳孟哲則認為，「一個沒有民意基礎的立法委員，只為了打擊政敵，隨便發一篇文章誤導民眾，貶視兒科的專業，實在很糟糕」。隔日，陳椒華為措詞失當道歉。

### 不實指控防彈背心設計不良
2022年9月29日，陳椒華召開「設計不良難穿脫？防彈背心問題多」記者會，質疑國防部軍備局生產製造中心第205廠生產的防彈背心為設計不良及難穿脫。但國防部軍備局人員現場示範，僅3動作、不到2秒時間就著裝完畢。軍備局澄清，陳椒華身上穿的防彈背心非國防部制式裝備，且明顯包覆不足。

### 不實指控動保園區毀溼地
2023年2月2日，陳椒華開記者會，指控臺南市政府要在天然溼地與滯洪池興建學甲多功能動物保護園區，盼另覓他處。台南市政府農業局則回應，園區預定地點為已遷葬之第六公墓用地，非天然溼地或滯洪池。

### 不實指控壘球場弊案
2023年2月22日，陳椒華開記者會質疑學甲一處壘球場是弊案，挖開球場的紅土層後，出現焚化爐底渣、碎玻璃等廢棄物。對此，地方人士表示壘球場本來就是為了活化掩埋場而興建，批評陳椒華根本搞不清楚狀況，卻倒果為因，說成「壘球場蓋完後有掩埋廢棄物」，並誣指簡易型壘球場不合體育署規範。

### 不實指控爐渣問題
2023年8月25日，陳椒華聲稱學甲區興業段多筆國有地出租後，違法掩埋爐渣，邀媒體與相關單位開挖並全程直播，結果一無所獲，與先前環保局調查結果一致。

### 聲稱臺南市公務單位在颱風後放假一週才上班
2025年7月，丹娜絲颱風過後，陳椒華聲稱臺南市公務單位大部分在放假一週後才上班救災。臺南市政府表示這是造謠，將提出告訴。

## 選舉記錄
| 2020年中華民國立法委員全國不分區及僑居國外國民當選人名單                               | 2020年中華民國立法委員全國不分區及僑居國外國民當選人名單 | 2020年中華民國立法委員全國不分區及僑居國外國民當選人名單 | 2020年中華民國立法委員全國不分區及僑居國外國民當選人名單 | 2020年中華民國立法委員全國不分區及僑居國外國民當選人名單 | 2020年中華民國立法委員全國不分區及僑居國外國民當選人名單 | 2020年中華民國立法委員全國不分區及僑居國外國民當選人名單 | 2020年中華民國立法委員全國不分區及僑居國外國民當選人名單                                  |
| 號次                                                                                   | 政黨                                                     | 排名                                                     | 得票數                                                   | 得票率                                                   | 分配得票率                                               | 分配席次                                                 | 候選名單及當選者                                                                          |
| -------------------------------------------------------------------------------------- | -------------------------------------------------------- | -------------------------------------------------------- | -------------------------------------------------------- | -------------------------------------------------------- | -------------------------------------------------------- | -------------------------------------------------------- | ----------------------------------------------------------------------------------------- |
| 6                                                                                      | 時代力量                                                 | 4                                                        | 1,098,100                                                | 7.7549%                                                  | 8.9849%                                                  | 3                                                        | 陳椒華 、邱顯智 、王婉諭 、黃國昌、翟本喬、關心羚、王幗英、吳佩芸、白卿芬、趙芸菁、詹智鈞 |
| 註：僑居國外國民以（僑）標示、競選連任者以粗體字標示、時任之區域立法委員以斜體字標示。 |                                                          |                                                          |                                                          |                                                          |                                                          |                                                          |                                                                                           |

## 外部連結
- 官方网站

| 政党职务      | 政党职务                                            | 政党职务      |
| ------------- | --------------------------------------------------- | ------------- |
| 時代力量      |                                                     |               |
| 前任： 高鈺婷 | 時代力量黨主席 第六任 2020年11月17日－2023年2月28日 | 繼任： 王婉諭 |